# Brosch

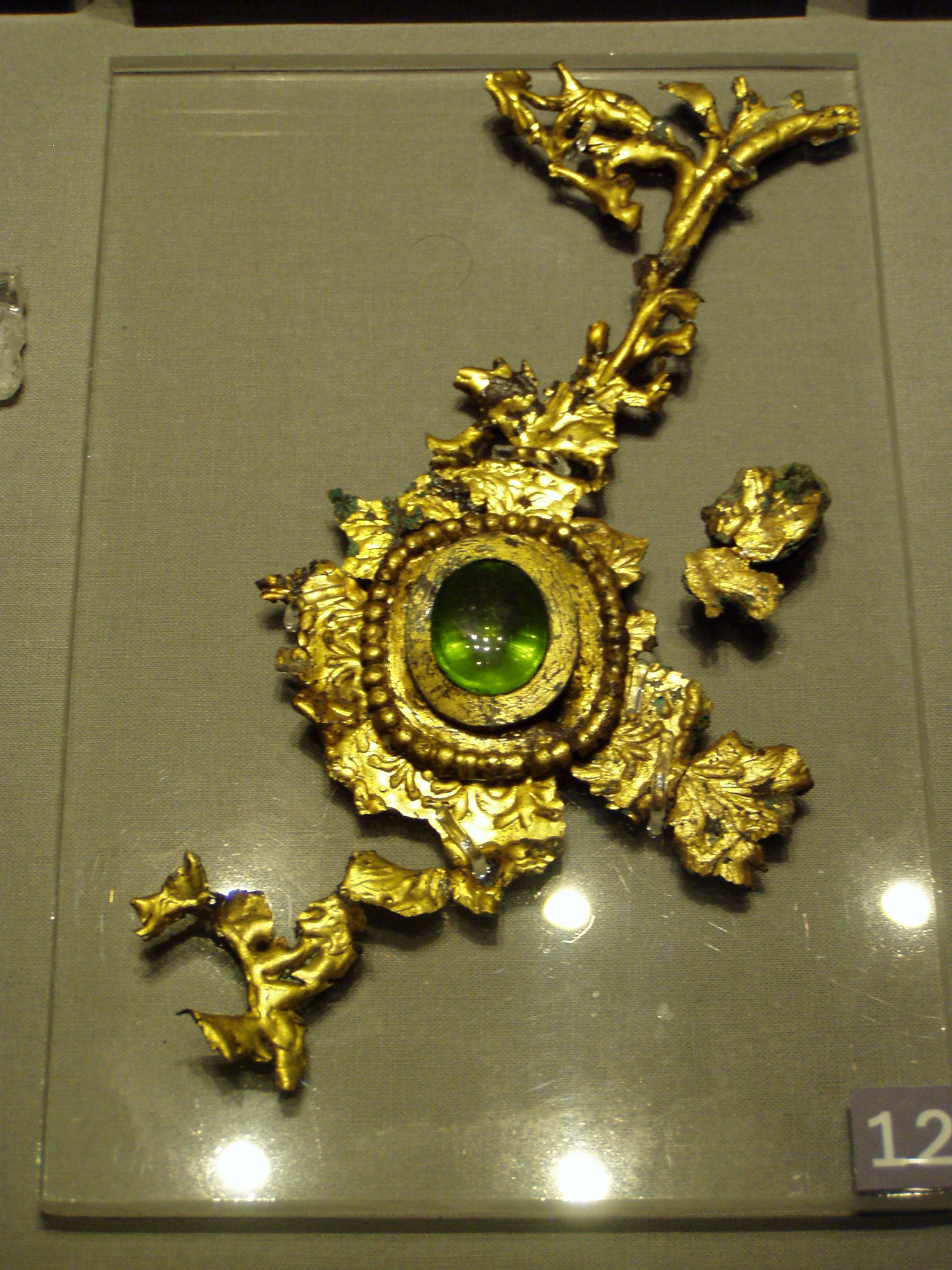
En romersk brosch i guld.

Brosch är ett smycke eller en accessoar med nål på baksidan, avsett att fästas på klädesplagg.

## Historia efter medeltiden

### Renässansen
Renässansen inom smycken (1300–1600) var en tid av rikedom och överflöd. Utarbetade broscher täckta med ädelstenar eller pärlor var på modet, särskilt hos överklassen. Ädelstenar som vanligtvis användes för broscher var smaragder, diamanter, rubiner, ametist och topas. Broscher med religiösa motiv och emaljerade miniatyrporträtt var populära under denna tidsperiod. Ädelstenar valdes ofta ut för sina skyddande egenskaper såväl som sina livfulla färger.

### Den nyklassiska eran
Den nyklassiska eran (1760–1830) inom smyckesdesign inspirerades av klassiska teman från antikens Grekland och Rom. Den största skillnaden mellan renässanssmycken och neoklassiska smycken var att renässanssmycken skapades främst för överklassen och neoklassiska smycken gjordes för allmänheten. En viktig innovation inom smyckestillverkning under denna era var tekniken att producera cameos med hårda pastor som kallas svart basalt och jaspis. Den engelska keramiktillverkaren Josiah Wedgwood är ansvarig för detta viktiga bidrag till smyckesframställning. 

### Art Nouveau
Art Nouveau-perioden för smycken sträckte sig över en kort period från 1895 till 1905. Stilen började i Frankrike som en reaktion på de tunga, dystra smyckena från den viktorianska eran. Innovativ, flytande design var nu på modet tillsammans med naturen, blommor, insekter och sinnliga kvinnor med flödande hår. Smyckesstilen var på modet i femton år och slutade med början av första världskriget.

## Den edvardianska eran
Den edvardianska eran beträffande smycken (1901–1910) började efter drottning Victorias död. Denna period markerade första gången platina användes i smycken. På grund av platinas styrka skapades nya smycken med delikat filigran för att se ut som spets och siden. De viktigaste ädelstenarna som användes i broscher var diamanter, vanligtvis med platina eller vitguld, och färgade ädelstenar eller pärlor. Platina- och diamantbroscher var en vanlig broschstil. Små broscher fortsatte att vara på modet. Populära broschformer var rosetter, band och girlanger, allt i den nya stilen.

### Art déco
Perioden Art Deco varade från 1920 till 1939. Kubism och fauvism, tidigt 1900-tals konströrelser, var inspiration för denna nya konststil, tillsammans med österländsk, afrikansk och latinamerikansk konst. Art Déco fick sitt namn efter Exposition International des Arts Décoratifs et Industriels Modernes, en dekorativ och industriell konstutställning som hölls i Paris 1925. Vanliga broschdekorationer för denna period är geometriska former, abstrakta mönster, mönster från kubism, fauvism och konstmotiv från Egypten och Indien. Svart onyx, korall, kvarts, lapis och karneol användes med klassiska stenar som diamanter, rubiner, smaragder och safirer.